# Coccorchestes rufipes
Coccorchestes rufipes är en spindelart som beskrevs av Tord Tamerlan Teodor Thorell 1881. Coccorchestes rufipes ingår i släktet Coccorchestes och familjen hoppspindlar. Inga underarter finns listade i Catalogue of Life.